# آفتابگردان دریایی
آفتاب‌گردان دریایی (نام علمی: Pycnopodia helianthoides) نام یک گونه از شاخه خارپوستان است.